# ماد فیلی
ماد فیلی (انگلیسی: Maude Fealy؛ ۴ مارس ۱۸۸۳ – ۹ نوامبر ۱۹۷۱) بازیگر اهل ایالات متحده آمریکا بود.
از فیلم‌ها یا برنامه‌های تلویزیونی که وی در آن نقش داشته‌است، می‌توان به دیوید کاپرفیلد، چراغ گاز، مرد دوچهره و بوکانیر اشاره کرد.